# Guillermo de Saint-Amour
Guillermo de Saint-Amour (Saint-Amour, 1202 - ibidem, 13 de septiembre de 1272), es un teólogo francés, representante del pensamiento escolástico del siglo XIII, especialmente conocido por sus ataques contra los frailes  y las órdenes mendicantes.